# Tô bem, tô zen
Tô bem, tô zen è un singolo della cantante brasiliana Melody con la partecipazione di Bella Angel.

## Video musicale
Il video, prodotto e diretto dall'etichetta Kondzilla Records, è stato pubblicato il 9 agosto 2018. È ambientato una scuola e vede la partecipazione degli youtuber Viih Tube e Thomaz Costa. La clip ha raggiunto 9 milioni di visualizzazioni nella prima settimana.